# 乌尔那木
乌尔纳姆（约公元前2112年—约公元前2095年在位）（英語：Ur-Namma）乌尔第三王朝首任国王。弥补了因阿卡德王国失败时的政治真空。为了乞求神灵，他在埃利都、尼普尔、乌鲁克和乌尔兴建神庙，并在乌尔修筑城墙。为提高农业产量，他开挖运河并疏通河道，同时促进了对外贸易的发展。许多史诗都赞美了他的事迹。據《烏爾納姆之死》記載，他在一次與古提人的战争中，被軍隊拋棄陣亡。